# Општина Бранешти (Дамбовица)
Бранешти (рум. Brăneşti) општина је у Румунији у округу Дамбовица.
Oпштина се налази на надморској висини од 355 m.